# Paraugaptiloides magnus
Paraugaptiloides magnus is een eenoogkreeftjessoort uit de familie van de Arietellidae. De wetenschappelijke naam van de soort is voor het eerst geldig gepubliceerd in 1974 door Bradford.